# Herran, Haute-Garonne
Herran är en kommun i departementet Haute-Garonne i regionen Occitanien i södra Frankrike. Kommunen ligger i kantonen Aspet som tillhör arrondissementet Saint-Gaudens. År 2022 hade Herran 72 invånare.

## Befolkningsutveckling
Antalet invånare i kommunen Herran
Referens:INSEE